# James Model A en B
De James modellen A en B waren de eerste motorfietsen die het Britse merk James produceerde. Dat gebeurde in 1902.

## Voorgeschiedenis
Harry James was in 1880 zijn eigen rijwielfabriek begonnen, de "James Cycle Company". De zaken liepen vanaf het begin goed en in 1897, toen het bedrijf een naamloze vennootschap werd, werd Charles Hyde directeur. Toen was Harry James al met pensioen gegaan. Hyde nam in 1902, toen oprichter Harry James al overleden was, Fred Kimberley in dienst. Kimberley had al bij Coventry-Eagle gewerkt toen daar net begonnen werd met de productie van motorfietsen. Daarvoor gebruikte men toen nog inbouwmotoren van MMC, feitelijk kopieën van de De Dion-Bouton snuffelklepmotor. De eigen Britse industrie was toen door de Red Flag Act nog niet aan haar motorontwikkeling begonnen. De eerste gemotoriseerde fietsen die Kimberley ontwikkelde werden dan ook aangedreven door inbouwmotoren van het Europese vasteland. 

## Model A en B
Het Model A werd aangedreven door een Minerva-snuffelklepmotor die onder de voorste framebuis van een verstevigd fietsframe was gemonteerd met directe riemaandrijving naar het achterwiel. Het Model B werd aangedreven door een Derby-motor. Hoewel officieel Brits, was dit zeer waarschijnlijk ook een Belgische motor, want Derby werd geproduceerd door Edward De Poorter in Londen, die in 1902 failliet ging. Minerva had toen al een vestiging in Londen (onder leiding van David Citroen) en ook de Compagnie Internationale D’Electricité, die door Paul Kelecom ontwikkelde motoren leverde, was vertegenwoordigd in het Verenigd Koninkrijk. De constructie van het Model B week echter af van het Model A: de motor was boven de trapperas gemonteerd en dreef via een korte ketting een wrijvingswiel aan dat op zijn beurt het achterwiel aandreef. Via een hendel naast de tank kon de berijder dit wrijvingswiel optillen, waardoor de machine kon stoppen zonder dat de motor afsloeg. Dit systeem werkte dus als een koppeling. Beide machines werden voor 55 pond aangeboden en hadden het rijwielgedeelte en de velgremmen van een fiets. De bedieningsmanettes zaten op de bovenste framebuis, waar de tank weer onder lag. 

## Technische gegevens
| James                  | Model A                                           | Model B                               |
| ---------------------- | ------------------------------------------------- | ------------------------------------- |
| Periode                | 1902                                              | 1902                                  |
| Categorie              | Toermodel                                         | Toermodel                             |
| Motor                  | Minerva                                           | Derby                                 |
| Motortype              | kop/zijklepmotor                                  | kop/zijklepmotor                      |
| Bouwwijze              | Luchtgekoelde dwarsgeplaatste staande eencilinder | Luchtgekoelde dwarsgeplaatste sloper. |
| Smeersysteem           | Total loss smering                                | Total loss smering                    |
| Primaire aandrijving   | Geen                                              | Geen                                  |
| Koppeling              | Geen                                              | Optilbaar wrijvingswiel               |
| Versnellingen          | Geen                                              | Geen                                  |
| Secundaire aandrijving | Riem                                              | Wrijvingswiel                         |
| Rijwielgedeelte        | Verstevigd fietsframe                             | Verstevigd fietsframe                 |
| Voorvork               | Fietsvork                                         | Fietsvork                             |
| Achtervork             | Star                                              | Star                                  |
| Remmen                 | Velgremmen                                        | Velgremmen                            |
| Voorganger             | Geen                                              | Geen                                  |
| Opvolger               | Model T 2½ HP                                     | Model T 2½ HP                         |